# Фехта (район)
Фехта (нем. Vechta) — район в Германии. Центр района — город Фехта. Район входит в землю Нижняя Саксония. Занимает площадь 812,54 км². Население — 133 401 чел. Плотность населения — 162,9 человек/км².
Официальный код района — 03 4 60.
Район подразделяется на 10 общин.

## Города и общины
1. Бакум (5 712)
2. Дамме (16 162)
3. Динклаге (12 631)
4. Гольденштедт (10 124)
5. Хольдорф (6 505)
6. Лоне (25 368)
7. Нойенкирхен-Фёрден (8 045)
8. Штайнфельд (9 437)
9. Фехта (31 243)
10. Фисбек (11 568)